# Hägersten-Liljeholmen

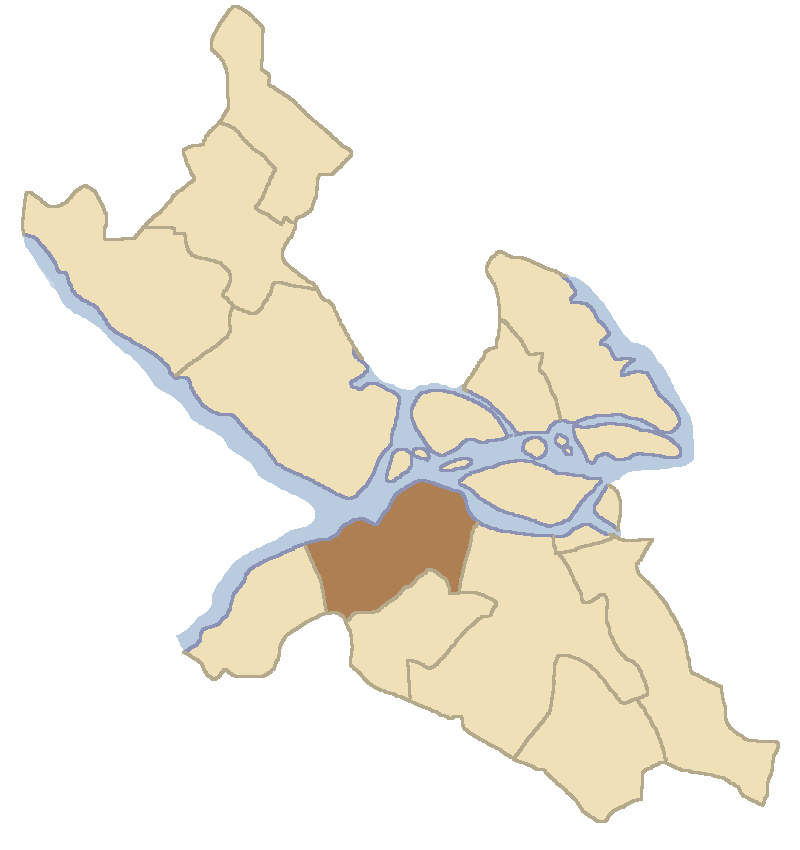
L'area di Hägersten-Liljeholmen evidenziata in marrone

Hägersten-Liljeholmen è una delle 14 circoscrizioni amministrative di Stoccolma, in Svezia.

## Geografia
È situata nella zona sud-occidentale rispetto al centro cittadino, ed è a sua volta composta dai seguenti distretti: Aspudden, Fruängen, Gröndal, Hägersten, Hägerstensåsen, Liljeholmen, Midsommarkransen, Mälarhöjden, Västberga e Västertorp.

## Storia
La circoscrizione divenne ufficiale a partire dal 1º gennaio 2007, giorno in cui vennero unificate le zone di Hägersten e di Liljeholmen.

Al 31 dicembre 2007 la popolazione ammontava a 65.354 abitanti.

## Galleria d'immagini

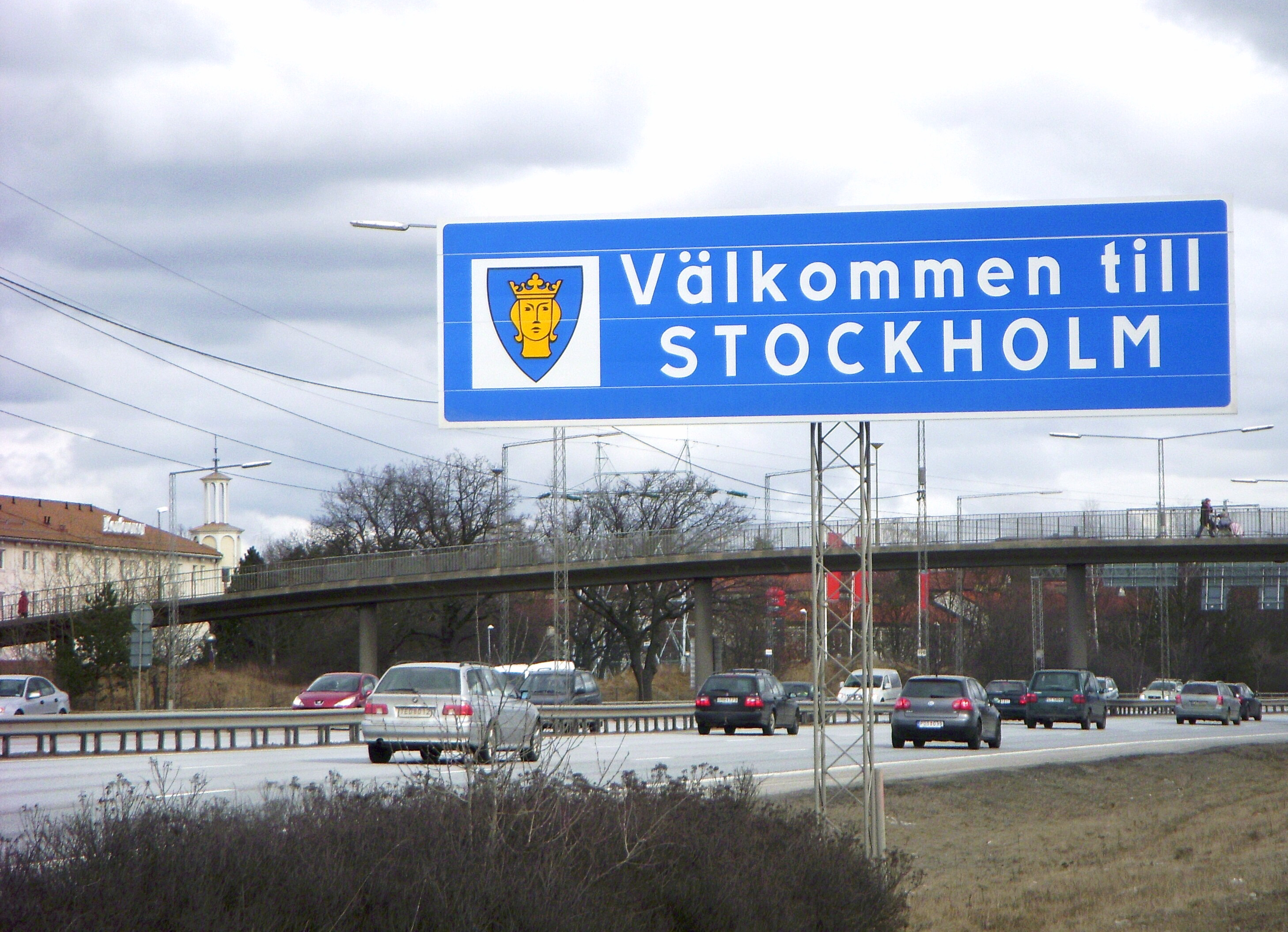
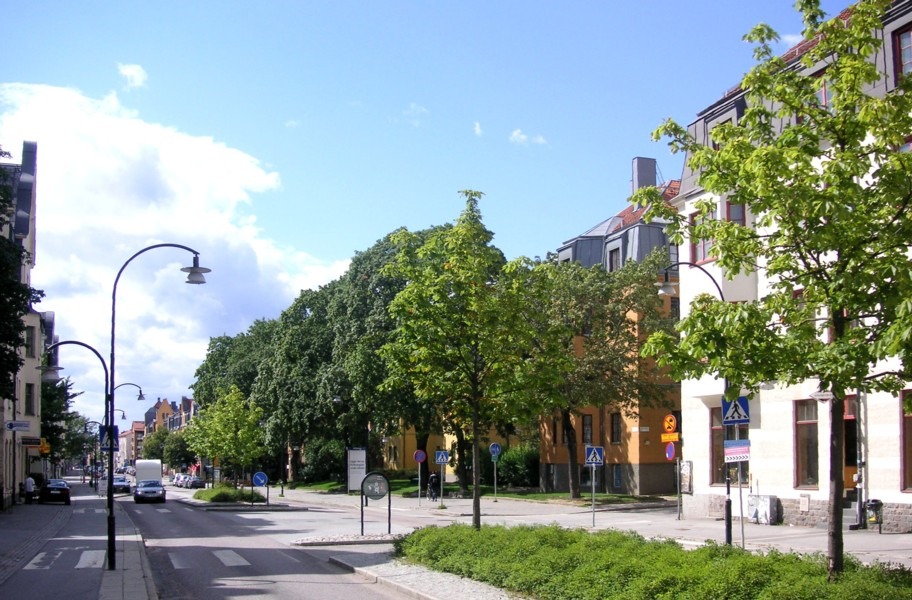
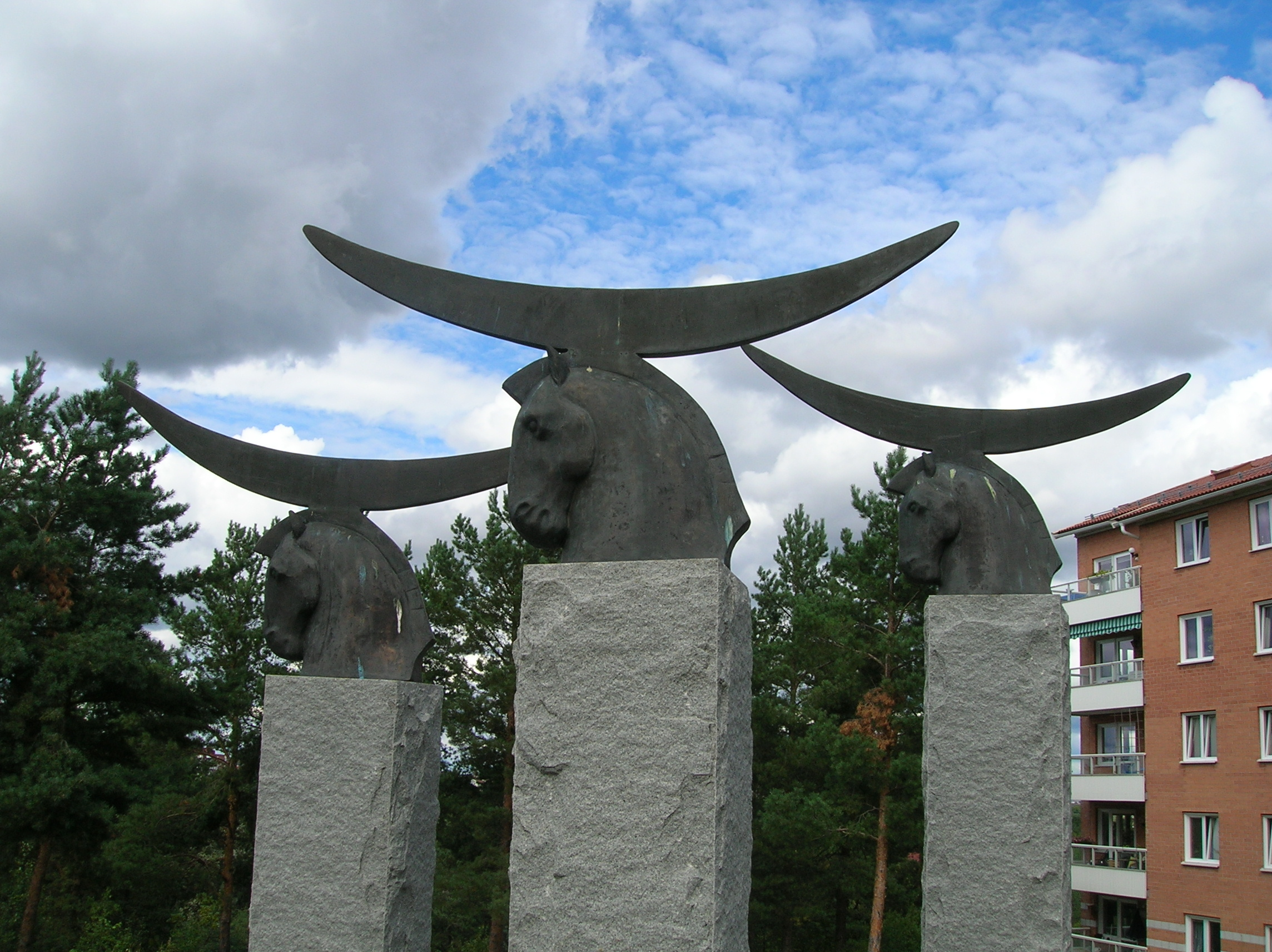
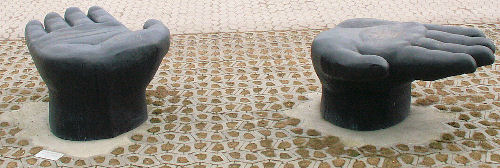